# In Flames
In Flames és un grup de death metal melòdic provinent de la ciutat de Göteborg, Suècia, considerat un dels pioners d'aquest gènere del metall, juntament amb At the Gates i Dark Tranquillity. Des de la concepció de la banda en 1990, han rebut nombrosos premis, publicat nou àlbums d'estudi i un DVD en viu. La banda ha gaudit de major popularitat en els últims anys, tant en el seu nativa Suècia com internacionalment. Fins a la data la banda ha venut més de 2 milions de discos en tot el món.

## Història

### 1990–1996
In Flames va nàixer de la mà de Jesper Strömblad, aleshores guitarrista del grup Ceremonial Oath, amb la intenció de fer allò que no li estava permès fer amb els altres companys, una música amb més càrrega melòdica. En 1993 va decidir deixar Ceremonial Oath per diferències internes i començà a dedicar-li més temps a In Flames. Eixe mateix any, Glenn Ljungström (guitarra) i Johann Larsson (baix) s'uniren al projecte per formar la primera línia oficial del grup.
Gravaren una demo i poc després va sortir a la llum Lunar Strain, amb el suport de la discogràfica Wrong Again Records. L'àlbum va ser un clàssic dins la creixent escena death metal escandinava.
Mentres a In Flames li mancava encara un vocalista, Mikael Stanne de Dark Tranquillity col·laborava amb el grup.
Durant l'any 1994, gravaren i s'autoproduiren el seu primer EP, Subterranean, amb Henke Forss com a vocalista provisional. Aquest disc va permetre al grup trencar qualsevol barrera underground i els va llençar directament a firmar un contracte amb la important discogràfica europea Nuclear Blast.
En 1996, Björn Gelotte s'uní al grup com a bateria, i 6 mesos més tard Anders Fridén com a cantant. Eixe mateix any, el segon àlbum d'estudi veuria la llum amb el nom de The Jester Race, co-produït per Fredrik Nordström. In Flames començaren a girar amb grups de la talla dels alemanys Kreator.

### 1997–2001
L'any 1997, In Flames realitzaren el seu tercer treball d'estudi, Whoracle, també coproduït per Fredrik Nordström, i poc després tant Glenn Ljungström com Johan Larsson deixaven el grup de manera inesperada. Niklas Engelin (guitarra) i Peter Iwers (baix) s'encarregarien de substituir-los almenys durant la gira amb la banda de black metal simfònic provinent de Noruega, Dimmu Borgir.
Finalitzats els concerts per Europa i Japó en 1998, Niklas Engelin abandonava definitivament In Flames, mentre Björn Gelotte s'incorporava com a nou guitarrista i seria Daniel Svensson el nou bateria del grup.
Aquest mateix any gravaren el quart disc, Colony, i en 1999 es posà a la venda. Giraren per Europa, Japó i per primer cop tocaren als Estats Units al Milwaukee Metal Fest.
Un any més tard, en 2000, tingué lloc la gravació del seu següent disc, Clayman, el que per molts analistes ha estat l'àlbum ròtula, el disc que marcaria un abans i un després en la trajectòria d'In Flames. L'èxit és abrumador. Durant aquests mesos tocaren amb grups com els nord-americans Dream Theater, Slipknot i Testament.
L'agost de 2001, realitzaren The Tokio Showdown, l'àlbum en directe durant la gira japonesa de novembre de 2000.

### 2002-Present
En 2002, s'edità el sisè treball en estudi del grup, Reroute to Remain, produït per Daniel Bergstrand. Aquest disc tingué una gran repercussió entre els mitjans de comunicació i el mateix públic, aplaudit per molts, rebutjat per molts altres. Amb un so més modern que començava a pronunciar-se amb el Clayman i amb una clara intenció d'obrir-se a nous horitzons, In Flames aconsegueixen consolidar un dels llocs privilegiats en l'escena metàl·lica com una de les grans bandes de reconeixement mundial amb milions de seguidors. Eixe any recorregueren les carreteres amb artistes com Slayer, Soulfly o Mudvayne.
L'any següent, Soundtrack to your Escape fou el nom que tingué el seu setè disc d'estudi, gravat en una casa que el grup llogà a Dinamarca, llevat de la bateria que sí que fou en l'estudi Dug-Out. En 2004 el podíem trobar a la venda i poc després el grup inicià la gira mundial. Austràlia fou una de les destinacions, amb un públic entregat i unes sales plenes de gom a gom. In Flames també va tenir l'oportunitat de girar juntament amb Judas Priest, Mötley Crüe i Motörhead, així com actuar en l'Ozzfest 2005.
En 2005, gravaren i s'autoproduïren el vuitè treball en estudi anomenat Come Clarity i en acabat, es posaren amb la realització del seu primer DVD, Used and Abused: In Live We Trust, amb material filmat durant diversos concerts de la gira de 2004. Come Clarity estigué acabat en 2006 i de seguida giraren acompanyats pels brasilers Sepultura.
El 4 d'abril de 2008, el nové disc d'In Flames fins ara es posà a la venda amb el nom de A Sense of Purpose. The Mirror's Truth ha estat el primer single. Han col·laborat amb el Gigantour 3 de Nord-amèrica amb Megadeth, Children of Bodom, Job for a Cowboy i High on Fire.
A més a més, el grup manté una llarga llista d'intervencions en festivals de rock arreu del món durant els propers mesos.

## Membres

### Membres actuals
| Nom            | Instrument | Ocupació                   | Informació addicional                                                            |
| -------------- | ---------- | -------------------------- | -------------------------------------------------------------------------------- |
| Anders Fridén  | vocals     | 1995–present               |                                                                                  |
| Niklas Engelin | guitarra   | 1997–1998, 2011–actualitat | Va marxar per centrar-se amb Gardenian. Després va tocar també en el grup Engel. |
| Björn Gelotte  | guitarra   | 1995–actualitat            | En un principi tocava la bateria del 1995–1998.                                  |
| Bryce Paul     | baixista   | 2017–actualitat            |                                                                                  |
| Tanner Wayne   | bateria    | 2018–actualitat            |                                                                                  |

### Membres anteriors
| Nom              | Instrument | Ocupació  | Raó de la sortida                   |
| ---------------- | ---------- | --------- | ----------------------------------- |
| Glenn Ljungström | guitarra   | 1990–1997 | Va marxar per estar amb la família. |
| Johan Larsson    | baixista   | 1990–1997 | No se sap.                          |
| Jesper Strömblad | guitarra   | 1990–2010 |                                     |
| Daniel Svensson  | bateria    | 1998–2015 |                                     |
| Peter Iwers      | baixista   | 1997–2016 |                                     |
| Joe Rickard      | bateria    | 2016-2018 |                                     |

### Membres de sessió
| Nom                 | Instrument         | Àlbum(s)                                               |
| ------------------- | ------------------ | ------------------------------------------------------ |
| Mikael Stanne       | cantant            | Lunar Strain (1994)                                    |
| Carl Näslund        | guitarra           | Lunar Strain (1994)                                    |
| Henke Forss         | cantant            | Subterranean (1994)                                    |
| Anders Jivarp       | bateria            | Subterranean (1994)                                    |
| Daniel Erlandsson   | bateria            | Subterranean (1994)                                    |
| Fredrik Nordström   | teclat             | The Jester Race (1995), Colony (1999) i Clayman (2000) |
| Charlie Storm       | teclat             | Colony (1999) i Clayman (2000)                         |
| Örjan Örnkloo       | teclat             | De Reroute to Remain (2002) en endavant.               |
| Javin “ØRÍØN” Sousa | guitarra i lletres | De Down, Wiked, & No Good (2018) en edavant.           |

## Discografia

### Àlbums d'estudi
- 1993 - Lunar Strain
- 1995 - The Jester Race
- 1997 - Whoracle
- 1999 - Colony
- 2000 - Clayman
- 2002 - Reroute to Remain
- 2004 - Soundtrack To Your Escape
- 2006 - Come Clarity
- 2008 - A Sense of Purpose
- 2011 - Sounds Of A Playground Fading
- 2014 - Siren Charms
- 2016 - Battles
- 2019 - I, the Mask
- 2023 - Foregone

### Àlbums en directe
- 2001 - The Tokyo Showdown
- 2016 - Sounds from the Heart of Gothenburg

### DVD
- 1997 - Darkseed, In Flames, Evereve - Live & Plugged VHS
- 2004 - Soundtrack To Your Escape Bonus DVD
- 2005 - Used and Abused: In Live We Trust
- 2006 - Come Clarity Bonus DVD
- 2016 - Sounds from the Heart of Gothenburg

### EP
- 1994 - Subterranean
- 1997 - Black-Ash Inheritance
- 2003 - Trigger
- 2011 - 8 Songs
- 2018 - Down, Wicked & No Good

### Singles
- 2002 - Cloud Connected
- 2004 - The Quiet Place
- 2005 - Take This Life / Leeches
- 2006 - Come Clarity
- 2008 - The Mirror's Truth
- 2009 - Alias
- 2009 - Delight and Angers
- 2011 - Deliver Us
- 2011 - Where the Dead Ships Dwell
- 2013 - Ropes
- 2014 - Rusted Nail
- 2014 - Through Oblivion
- 2015 - Paralyzed
- 2016 - The End
- 2016 - The Truth
- 2016 - Through My Eyes
- 2016 - Save Me
- 2017 - Here Until Forever
- 2018 - I Am Above
- 2018 - This Is Our House
- 2019 - I, the Mask
- 2019 - Burn
- 2019 - Call My Name
- 2019 - Follow Me